# Tan Eng Bock
Tan Eng Bock (29 aprile 1936 – Singapore, 30 novembre 2020) è stato un pallanuotista singaporiano, che ha partecipato alle Olimpiadi estive di Melbourne 1956.
Tre volte a medaglia ai Giochi asiatici (oro nel 1954 e argento nel 1958 e 1966). Essendo il capitano della squadra, vinse tre medaglie d'oro ai Giochi del Sudest asiatico (1965, 1967, 1969).
Per circa 20 anni allenatore della nazionale maschile di pallanuoto, sostituito nel 1995 da Eric Yeo. 
È stato capo o vice capo della missione olimpica della squadra nazionale di Singapore ai Giochi Olimpici del 1988, 1992 e 2000.